# Oncorhynchus apache
A truta-apache (Oncorhynchus apache) é um peixe do gênero Oncorhynchus. O seu corpo é amarelo malhado de grandes pintas pretas, tambêm as possui na cabeça, barbatana dorsal, barbatana adiposa e barbatana caudal. De acordo com a Lista Vermelha da IUCN o animal encontra-se em risco crítico de extinção.